# Nadricine, Berejanî
Nadricine (în ucraineană Надрічне) este o comună în raionul Berejanî, regiunea Ternopil, Ucraina, formată numai din satul de reședință.

## Demografie
Componența lingvistică a comunei Nadricine
     Ucraineană (99,75%)
     Alte limbi (0,25%)
Conform recensământului din 2001, majoritatea populației comunei Nadricine era vorbitoare de ucraineană (99,75%), existând în minoritate și vorbitori de alte limbi.